# Edouard Zelenine
Pour les articles homonymes, voir Zelenine.
Edouard (Leonidovitch) Zelenine, né le 8 août 1938 à Stalinsk et mort le 15 mars 2002 à Paris 11e est un peintre russe appartenant à l’école non conformiste.

## Biographie
Edouard Zelenine est né en 1938 à Novokouznetsk (alors Stalinsk) en Sibérie. 
Il étudie la peinture à l’École pédagogique des beaux-arts de Sverdlovsk dans l'Oural (actuelle Iekaterinbourg), puis, de 1957 à 1959 – à l’école de l'Académie des Beaux-Arts de Léningrad, avec notamment Mikhaïl Chemiakine et Oleg Grigoriev. Il se fait renvoyer, à la fin de la dernière année. 
En 1959, durant l’Exposition américaine présentée à Moscou, Zelenine fait la connaissance d’une journaliste américaine de Look Magazine qui publiera un reportage sur lui, sans toutefois mentionner son nom, par mesure de sécurité.
Après son renvoi de l’école, Zelenine retourne à Novokouznetsk, où il exerce divers métiers liés à la peinture. Il est en contact avec les mouvements artistiques non officiels, se rend régulièrement à Moscou et Léningrad, où ont lieu ses premières expositions. Il expose dans des appartements et ateliers d’artistes, dans un café, dans des instituts de recherches et d’enseignement, qui jouissent d’une certaine liberté – autrement dit, des endroits fermés, quasiment clandestins – exposer officiellement reste difficile et rare, surtout dans les deux capitales.
En 1971, Zelenine s’établit à Ougor, village proche de Vladimir. Cette vieille cité russe et sa région conservent de nombreux monuments médiévaux – églises et monastères ornés de sculptures et de fresques.
En septembre 1974, Zelenine participe à Moscou aux deux célèbres expositions non conformistes en plein air : « L'Exposition Bulldozer  et celle du parc Izmaïlovo. 
En 1975, à la suite de tentatives infructueuses d’exposer officiellement des œuvres, se fait arrêter « pour houliganisme » ; après sa libération, obtient l’autorisation de quitter le pays. Ce qu’il fait à la fin de cette année. Il s’établit avec sa famille à Paris.
Durant les premières années en Occident, il participe à de nombreuses expositions, individuelles ou collectives, avec d’autres peintres russes non conformistes. Plus de quarante de 1975 à 1984 – en France, Allemagne, Suède, Italie, Grande-Bretagne, États-Unis, Japon …
Après 1984, Zelenine n’expose presque plus, préférant garder son indépendance face aux contraintes du marché. Son nom n’apparaît que rarement dans la presse et les catalogues. 
En 1988, au moment de la Perestroïka, Zelenine se rend en URSS sur une invitation officielle des instances culturelles soviétiques. Une exposition personnelle est organisée à Novokouznetsk. 
Zelenine continue à travailler à Paris jusqu’à sa mort, en mars 2002. Il est inhumé au cimetière parisien de Pantin dans la 38e division